# Luís Gaspar da Silva
Luís António Gaspar da Silva GCC • GCIH (Coimbra, 13 de junho de 1931 – Lisboa, 23 de janeiro de 2014) foi um diplomata, poeta, político e professor universitário português. Para além da carreira diplomática, foi Secretáride o Estado da Cooperação, durante o IX Governo (Bloco Central - 1983-85). Faz parte da lista dos fundadores do Partido Socialista.
Estudou direito na Universidade de Coimbra, onde foi colaborador da revista "Via Latina". Ingressou na carreira diplomática, tendo sido o primeiro embaixador de Portugal na Índia após a Revolução de 25 de Abril de 1974; posteriormente foi embaixador de Portugal em França e em Itália.
A 9 de julho de 1985, foi agraciado com o grau de Grã-Cruz da Ordem Militar de Cristo. A 15 de abril de 1992, foi agraciado com o grau de Grã-Cruz da Ordem do Infante D. Henrique.

## Obra literária
Em 1965 publicou "Poemas de mil dedos" (Lisboa Oficina Gráfica), e posteriormente outros trabalhos sobre a diplomacia: "Utopia: seis destinos" (Quatro Margens Editora, 1997) e "Negociação: arte e democracia" (Bizâncio, 2000).